# Ángel Hernández Menor

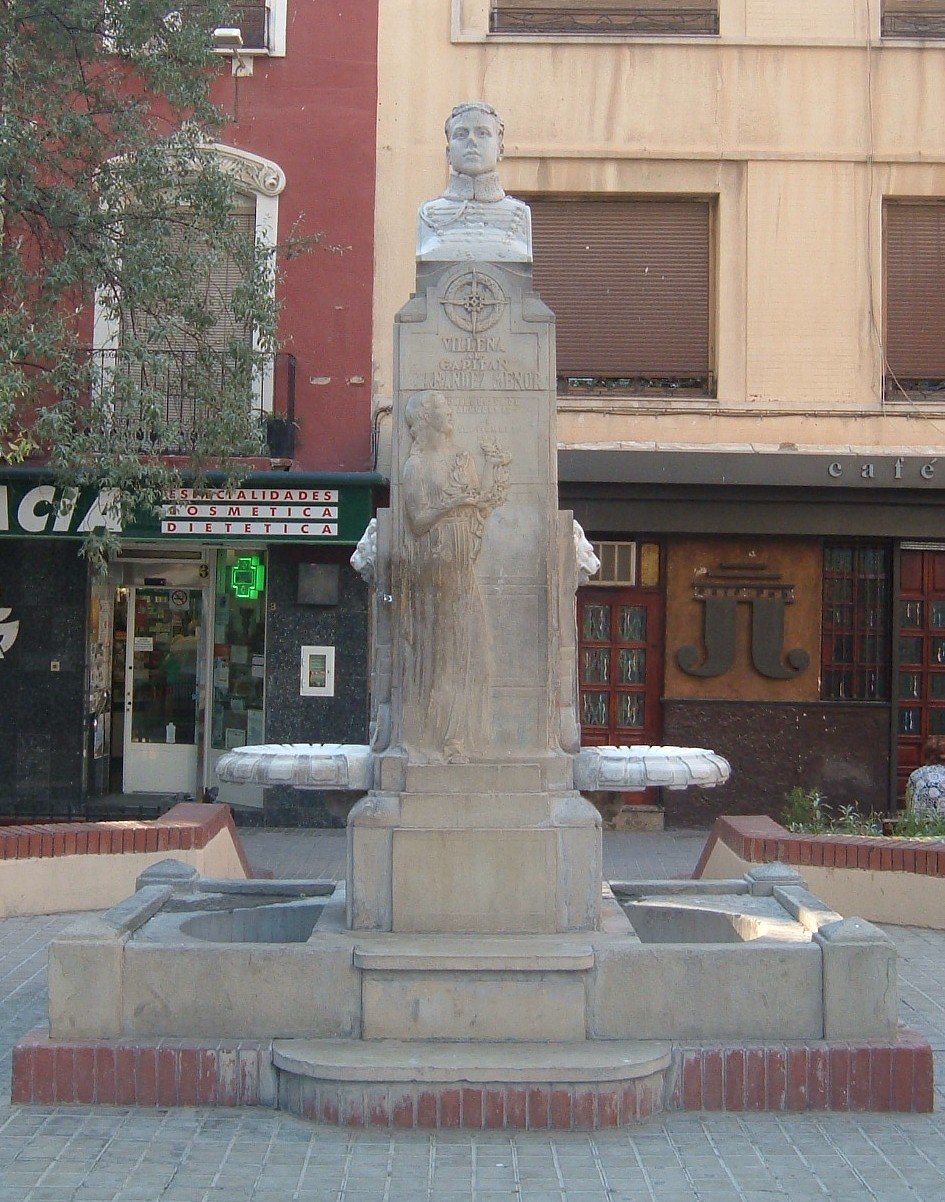
Monumento a Ángel Hernández Menor en Villena.

Ángel Hernández Menor (Villena (Alicante), 27 de marzo de 1899 - Playa de Cebadilla, Alhucemas, protectorado español de Marruecos, 8 de septiembre de 1925) Teniente de Caballería, recibió la Cruz Laureada de San Fernando por méritos en la guerra del Rif en 1928.